# Brigate internazionali

Bandiera delle brigate internazionali, identica alla bandiera della Spagna repubblicana con l'aggiunta della stella a 3 punte del Frente Popular

Bandiera del Frente Popular

Bandiera del battaglione Lincoln

Bandiera del battaglione Garibaldi

Le brigate internazionali erano delle unità militari, costituite da gruppi di volontari stranieri, per combattere nella guerra civile spagnola a fianco dell'esercito popolare della seconda repubblica contro le forze nazionaliste comandate dal generale Francisco Franco.

## Storia
Il 29 settembre 1936 il Comintern autorizzò e, il 22 ottobre 1936 il primo ministro della repubblica spagnola Francisco Largo Caballero approvò la formazione di brigate internazionali. Le prime organizzazioni che, in tutto il mondo, si attivarono per reclutare volontari, furono i partiti comunisti e i sindacati dei lavoratori. La prima unità, detta “11ª Brigata mista internazionale”, fu inviata a Madrid, già sotto assedio; era composta da operai, studenti, liberali, socialisti, comunisti, anarchici.
Le brigate si distinsero principalmente nella difesa di Madrid e nella battaglia di Guadalajara.
Il 21 settembre 1938 il nuovo primo ministro Juan Negrín, su pressione delle democrazie occidentali impegnate nella politica di non intervento, dispose il ritiro dal fronte di tutti i combattenti non spagnoli, stimati in 13.000 unità nell'ottobre del 1938. Il 29 ottobre 1938, a Barcellona, le brigate internazionali tennero una sentita e commossa parata di addio.
Il governo provvisorio franchista di Burgos rispose rinunciando al sostegno di 10.000 militari italiani inviati al suo fianco dal regime fascista (ma ne rimasero circa 38.000, oltre ai tedeschi).

## La consistenza delle brigate
Il totale dei volontari intervenuti in Spagna sotto l'egida delle brigate internazionali fu di circa 59.000 unità, ma non esistono dati precisi in merito; i diversi autori, infatti, non concordano sul numero totale degli Interbrigatisti, c'è chi parla esagerando anche di 100.000, ma la cifra più vicina può collocarsi in quella indicata da Andreu Castell (59.000). I primi contingenti delle brigate internazionali furono sostenuti logisticamente dal Comintern dopo non poche esitazioni da parte di Stalin.
I volontari giunsero da ben 53 nazioni dei cinque continenti. Circa 5.000 furono inquadrati direttamente nel regolare esercito repubblicano e ben 20.000 furono addetti a servizi sanitari, logistici ed ausiliari.
Al loro interno, le brigate internazionali erano generalmente divise in raggruppamenti nazionali. Ogni Brigata era suddivisa in battaglioni. I volontari italiani erano inquadrati nel battaglione Garibaldi (dall'aprile 1937: Brigata Garibaldi); gli americani nella brigata Abraham Lincoln; i canadesi nel battaglione Mackenzie-Papineau; gli irlandesi erano raggruppati nella Colonna Connolly.
I contingenti più numerosi erano costituiti da francesi (circa 9.000), tedeschi (circa 5.000), polacchi 5.000, italiani (circa 4.050), statunitensi (circa 3.000), britannici (circa 2.000) e jugoslavi (circa 1.600). Altre centinaia provennero da numerosi stati e continenti fra cui: Belgio, Svizzera, Cuba, Canada, Albania, Ungheria, Cina, Bulgaria, Cecoslovacchia, Irlanda, Scandinavia, Sud America, Africa e paesi arabi (circa 300 volontari di ceppo musulmano, da recenti ricerche). In rapporto al numero della popolazione del paese d'origine, il contingente più numeroso fu quello cubano, con 800 volontari.
Circa la metà dei volontari risultarono "dispersi o feriti" alla fine della guerra. Lo storico César Vidal indica intorno al 30% il numero dei brigatisti morti e intorno al 50% i feriti. Tuttavia Ángel David Martín Rubio, specialista di storia spagnola, in particolare del periodo della Repubblica, della Guerra civile e del dopoguerra, ha effettuato uno studio minuzioso sull'ammontare complessivo delle vittime della Guerra civile, secondo il quale il numero dei caduti di nazionalità straniera combattenti a fianco dell'esercito repubblicano è di 13.706.

## Le diverse componenti internazionali

### I volontari italiani del battaglione Garibaldi

Bandiera della Colonna Italiana, nota anche come Centuria Giustizia e Libertà

Il primo volontario italiano fu il socialista Fernando De Rosa che, già residente in Spagna, si arruolò subito dopo lo scoppio della guerra e assunse il comando del battaglione Octubre n.11. Perì in battaglia il 16 settembre 1936 sul monte Cabeza Líjar, presso Guadarrama.
Prima delle brigate internazionali si erano costituite delle spontanee colonne, come la Colonna Italiana di ispirazione prevalentemente libertaria e giellista (Giustizia e Libertà) creata dagli esuli antifascisti quali Carlo Rosselli, Mario Angeloni (subito caduto in battaglia il 28 agosto 1936, a Monte Pelato) e Camillo Berneri o come la colonna Picelli aggregatasi subito al Batt.ne Garibaldi e la Centuria Gastone Sozzi, formate da comunisti.
Nell'estate del 1936, Rosselli propose a Randolfo Pacciardi, ex-segretario del Partito Repubblicano Italiano ed esule a Lugano, l'eventuale concorso alla formazione di una legione italiana nelle brigate repubblicane spagnole. Lo scopo fondamentale, dichiarato da Carlo Rosselli stesso in Oggi in Spagna, domani in Italia, era l'abbattimento del fascismo, il cui definitivo annientamento era preso come presupposto per l'instaurazione di una società organizzata su basi più libere ed egualitarie.

Carlo Rosselli

Già noto come capo militare per l'audacia dimostrata combattendo nella prima guerra mondiale, Pacciardi aveva già avuto l'idea di un corpo di volontari che accorresse a dar man forte alla repubblica democratica minacciata; pensava però a una «legione italiana» assolutamente apartitica, organizzata secondo il modello dei garibaldini che nel 1897-1898 avevano combattuto in Grecia contro i turchi o di quelli accorsi in Francia nel 1914 prima dell'entrata in guerra dell'Italia.
Considerato super-partes sia dai socialisti che dai comunisti, il 26 ottobre 1936 Pacciardi firmò a Parigi l'accordo per la formazione di una Legione antifascista italiana sotto il patronato politico dei partiti socialista, comunista e repubblicano e con il concorso delle organizzazioni aderenti al comitato italiano pro Spagna.
A Pacciardi fu affidato il comando del battaglione Garibaldi, con il grado di maggiore; con la carica di "commissario politico" gli furono affiancati i comunisti Antonio Roasio e Luigi Longo e il socialista Amedeo Azzi. Il battaglione era composto da cinque compagnie.
Anche parte del battaglione Picelli e la centuria Gastone Sozzi confluirono nel battaglione Garibaldi.

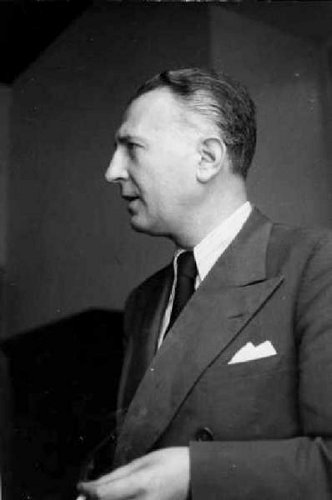
Randolfo Pacciardi

Pacciardi guidò il battaglione alla difesa di Madrid, prima al Cerro de los Angeles, poi alla Puerta de Hierro e nella città universitaria. In seguito, a Pozuelo, venne promosso tenente colonnello. Fu alla testa del battaglione anche a Boadilla del Monte e a Majadahonda, ma il Garibaldi ottenne la prima vittoria del fronte repubblicano a Mirabueno, il 1º gennaio 1937, al comando di Guido Picelli. Nella battaglia del Jarama Pacciardi venne ferito a una guancia e ad un orecchio. Trasferitosi a Parigi per sottoporsi alle necessarie medicazioni, Pacciardi partecipò solo alle ultime fasi della battaglia di Guadalajara (il comando del battaglione era stato temporaneamente affidato al Vice Commissario Ilio Barontini).
Ripreso il comando, combatté anche sul fronte di Morata de Tajuña e Casa de Campo, nell'aprile 1937.
Restò alla guida dei volontari fino al giugno del 1937, dopo che, in aprile, il battaglione Garibaldi, integrato dal battaglione Matteotti si era trasformato nella brigata omonima; diresse quindi i combattimenti a Huesca e Villanueva del Pardillo. In dissenso con i comunisti per la mancata realizzazione di una brigata completamente italiana e, pare, contrario all'uso della Brigata Garibaldi contro gli anarchici, Pacciardi lasciò la Spagna nell'estate del 1937 dopo aver assistito, a Barcellona, alla commemorazione di Carlo Rosselli, che era stato ucciso il 9 giugno 1937 a Bagnoles-de-l'Orne da una formazione della destra francese filofascista.
Alla guida della brigata subentrarono cinque successivi comandanti in tredici mesi, sino allo scioglimento del 24 settembre 1938. Fra gli ultimi veterani della Garibaldi più noti, sopravvissuti oltre il 2005, sono Giovanni Pesce e Vincenzo Tonelli, deceduti nel luglio 2007 e nel luglio 2009.
Lo storico Andreu Castell segnala come nel battaglione, e poi nella brigata Garibaldi, vi fosse la maggior tolleranza e senso di fraternità fra comunisti filo-sovietici, trotskisti e anarchici. Diversi anarchici, sciolta la Brigata italiana, infatti, non vollero entrare nel ricostituito esercito popolare e lasciarono la Spagna.

### I volontari albanesi nel battaglione Garibaldi
Al battaglione Garibaldi aderirono anche 36 volontari albanesi, guidati dal kosovaro Asim Vokshi.
I veterani albanesi della rivoluzione spagnola formeranno in seguito il primo nucleo della resistenza partigiana in Albania, tra questi si ricordano in particolare: Mehmet Shehu (in carica più volte come Primo Ministro, Ministro della Difesa e degli Interni), Petro Marko (scrittore, partigiano e prigioniero politico) che riportò le sue memorie sulla guerra di Spagna nel romanzo Hasta la vista.
Alle vicende degli antifascisti albanesi durante la Rivoluzione Spagnola è dedicata una sezione al Museo Storico Nazionale di Tirana .

### Volontari italiani militanti in altre formazioni
Molti italiani che rivestivano il ruolo di alti funzionari comunisti e socialisti in esilio, svolsero un importante supporto a livello politico. Tra di essi, si ricorda in particolare il contributo dato dal segretario del PCI Palmiro Togliatti, supervisore politico per incarico affidatogli dal Comintern e da Luigi Longo (che succederà a Togliatti, dopo la sua morte, alla guida del PCI) che, con il nome di battaglia Gallo, è stato Commissario ispettore generale delle brigate internazionali, dopo aver ricoperto per breve tempo il ruolo di Commissario politico del Garibaldi. Commissario politico di divisione furono il socialista Pietro Nenni e il comunista Giuseppe Di Vittorio, nome di battaglia Mario Nicoletti; quest'ultimo fu commissario della XI e poi della XII Brigata Internazionale, ma prese anche parte attivamente ai combattimenti, risultando ferito a Guadalajara. Indimenticabile è poi la figura di Guido Picelli, già ardito del popolo a Parma, che cadde a Mirabueno nel gennaio 1937, dopo aver guidato in Spagna circa 250 antifascisti per lo più comunisti.
Altri italiani combatterono non inquadrati nel battaglione Garibaldi, ma direttamente nelle file dell'Esercito repubblicano spagnolo. Si segnalano tra di loro Francesco Fausto Nitti, già fondatore del movimento Giustizia e Libertà, che fu comandante di battaglione; Vittorio Vidali, il Comandante Carlos Contreras, fondatore del Quinto Regimiento dell'Esercito repubblicano spagnolo o Ettore Quaglierini, nome di battaglia Pablo Bono, comandante di battaglione nello stesso Quinto Regimiento. Di particolare importanza fu il ruolo di Nino Nannetti, nominato tenente colonnello dell'esercito spagnolo e comandante di battaglione durante la difesa di Madrid; a Guadalajara, fu affidato a Nannetti il comando di una divisione, composta da tre brigate e un reggimento di cavalleria. Morì il 21 luglio 1937 all'ospedale di Santander, dopo essere stato gravemente ferito nel corso di un bombardamento aereo.
Altri italiani, infine, militarono in brigate internazionali diverse dal "Garibaldi", come Riccardo Formica, capo di stato maggiore della brigata La Marseillaise, con il nome di battaglia Aldo Morandi.
Il socialista Fernando De Rosa, comandante del battaglione Octubre n.11, perì in battaglia il 16 settembre 1936 sul monte Cabeza Líjar, presso Guadarrama, fu il primo italiano morto nella guerra civile spagnola.

### I brigatisti ebrei

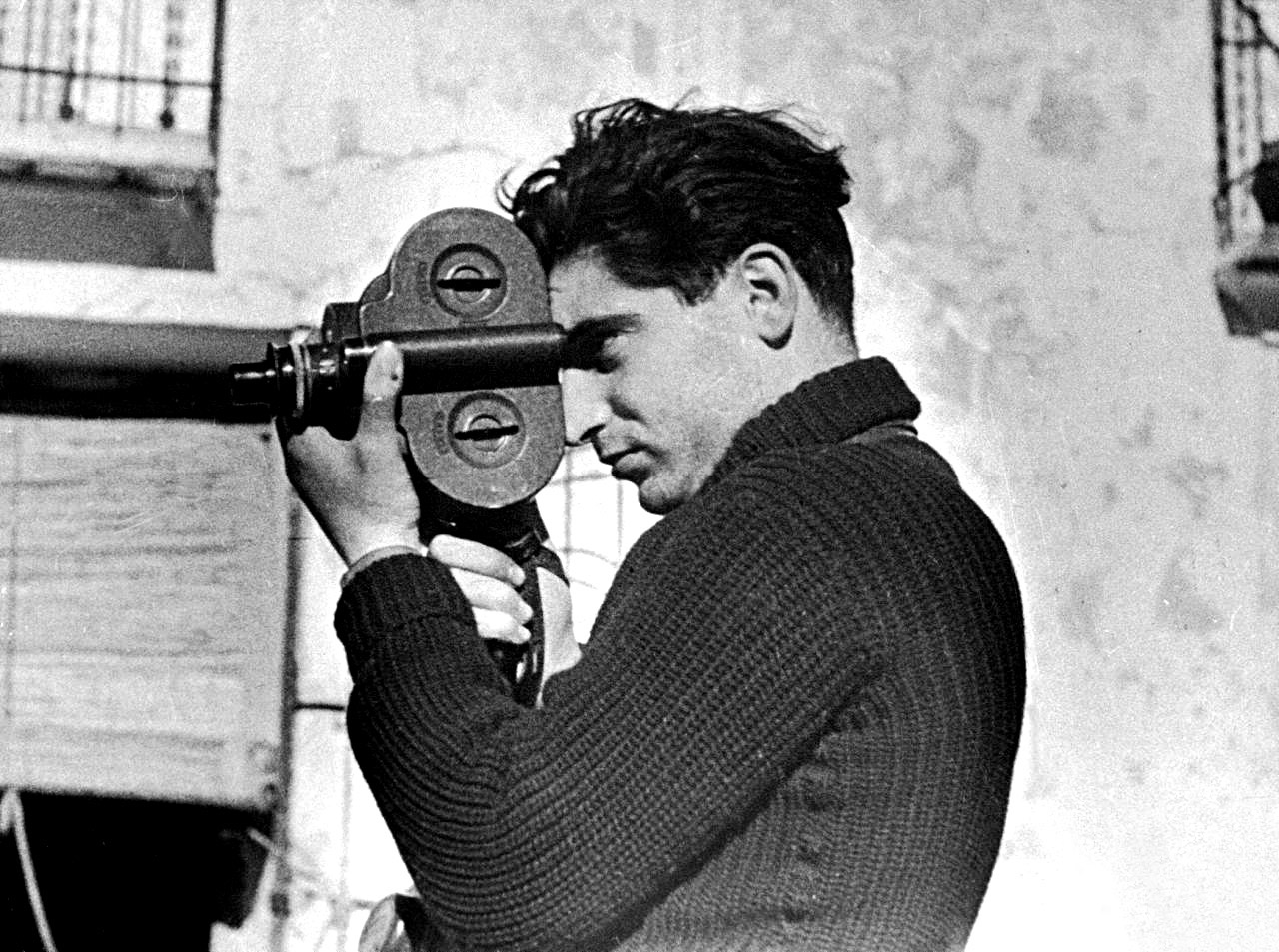
Il fotoreporter Robert Capa

Molti furono gli ebrei che combatterono tra le file delle brigate internazionali, tra cui un battaglione formato completamente da ebrei per lo più comunisti: il Botvin (martire ebreo e comunista già vittima delle SS in Germania). Nel mausoleo del Fossar de la Pedrera di Barcellona, innalzato nei pressi dell'enorme fossa comune dove i franchisti seppellirono i repubblicani fucilati dopo la guerra, una lapide omaggia gli eroi ebrei caduti tra i 7.000 ebrei volontari di tutti i paesi combattenti della Libertà in Spagna 1936-1939.
Lo storico tedesco Arno Lustiger, nel libro Shalom Libertad!, stima che la loro presenza raggiungesse le 7.758 unità, vale a dire quasi il 20% dell'intero corpo volontario..
Pur essendo difficile fare stime sicure sul numero complessivo dei volontari, alcuni storici affermano con certezza che la percentuale di ebrei in ogni contingente nazionale fu sicuramente molto superiore alla percentuale di ebrei nella popolazione del paese d'origine considerato. Ebreo era, tra gli altri, uno dei più famosi corrispondenti dal fronte, il fotografo Robert Capa e la sua compagna Gerda Taro, la prima donna reporter a "cadere sul lavoro", morta durante la Battaglia di Brunete a soli 26 anni.

### Militanti provenienti dall'arte, dalla cultura e dal giornalismo
Nelle brigate internazionali militarono molti noti personaggi dell'arte, dalla cultura e dal giornalismo. In particolare si cita lo scrittore inglese George Orwell e il poeta John Cornford, nipote di Charles Darwin; il francese André Malraux, organizzatore di una squadriglia aerea di caccia, e l'artista franco-rumeno Tristan Tzara. Fra i cubani va ricordato l'intellettuale Pablo de la Torriente Brau, caduto in battaglia all'inizio del '37 a Majadahonda nelle file di una formazione spagnola (presso Madrid): lascia scritta una delle più calzanti frasi circa l'epopea internazionalista e combattente in Spagna, "Per noi, oggi, il concetto di Patria è Universale.".
Molti altri intellettuali appoggiarono le brigate internazionali, pur senza intervenire militarmente nella guerra civile. Fra questi ultimi: Samuel Beckett, Bertolt Brecht, Pearl Buck, William Faulkner, Pablo Neruda, Stephen Spender, John Steinbeck, Virginia Woolf, John Dos Passos e Ernest Hemingway.

## Struttura

### Le brigate e i battaglioni
- XI brigata internazionale

La stella rossa a tre punte, emblema delle brigate

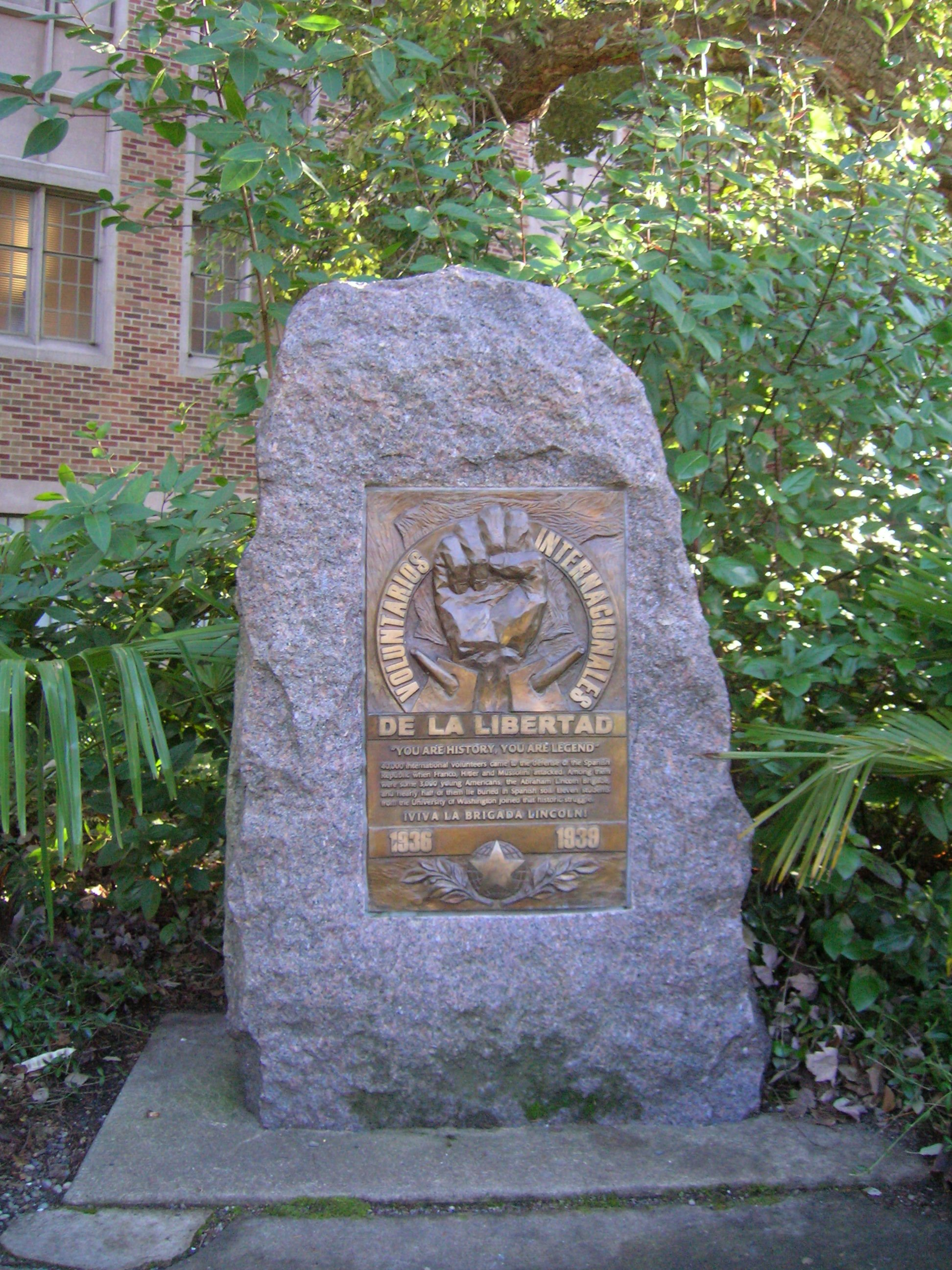
Monumento alle brigate internazionali a Seattle (USA)

  - 1º battaglione Edgar André (tedesco)
  - 2º battaglione Commune de Paris (franco-belga)
  - 3º battaglione Dambrowski (polacchi cechi e ungheresi), poi: 150ª Brigata Dambrowski
- XII brigata internazionale
  - 1º battaglione Thälmann (tedesco), Gruppo ebraico Ernst Thälmann[21]
  - 2º battaglione Garibaldi (italiano),
  - 3º battaglione André Marty (franco-belga)

poi dal giugno 1937: brigata Garibaldi
- XIII brigata internazionale
  - 1º battaglione Louise Michel (franco-belga), poi: battaglione sei febbraio (XV Brigata)
  - 2º battaglione Chapayev (balcanico)
  - 3º battaglione Henri Vuillemin (francese)
  - 4º battaglione Mickiewicz (polacchi ed altri slavi)
- XIV brigata internazionale "La Marseillaise"[22]
  - 1º battaglione Noves Nacions (franco-belga, italiano, austro-tedesco, olandese, danese, svizzero e polacco)
  - 2º battaglione Domingo Germinal[23] (spagnolo)
  - 3º battaglione Henri Barbusse (francese)
  - 4º battaglione Pierre Brachet (franco-belga)
  - battaglione Vaillant-Couturier (franco-belga)
- XV brigata internazionale[24]
  - 1º battaglione Dimitrov (balcanici, polacchi e cechi)
  - 2º battaglione Saklatava (britannici)
  - 3º battaglione Abraham Lincoln (statunitense)
  - 4º battaglione sei febbraio (franco-belga), già battaglione Louise Michel (XIII brigata)
  - battaglione Mackenzie-Papineau (canadese)
  - battaglione ispanico (sud americano)
  - battaglione George Washington (statunitense)

La XV brigata Internazionale fu definita l'unità militare più intellettuale della storia, dato l'elevato numero di studenti universitari.
- 129ª brigata internazionale
  - 1º battaglione Masaryk (cecoslovacco)
  - 2º battaglione Djakovic (bulgaro)
- 150ª brigata internazionale Dambrowski
  - 1º battaglione Rakosi (ungherese)
  - battaglione Hans Beimler (tedesco)
- brigata Garibaldi (dal 1º maggio 1937)[25]
  - 1º battaglione
  - 2º battaglione
  - 3º battaglione
  - 4º battaglione

### Comandanti di battaglione e di brigata

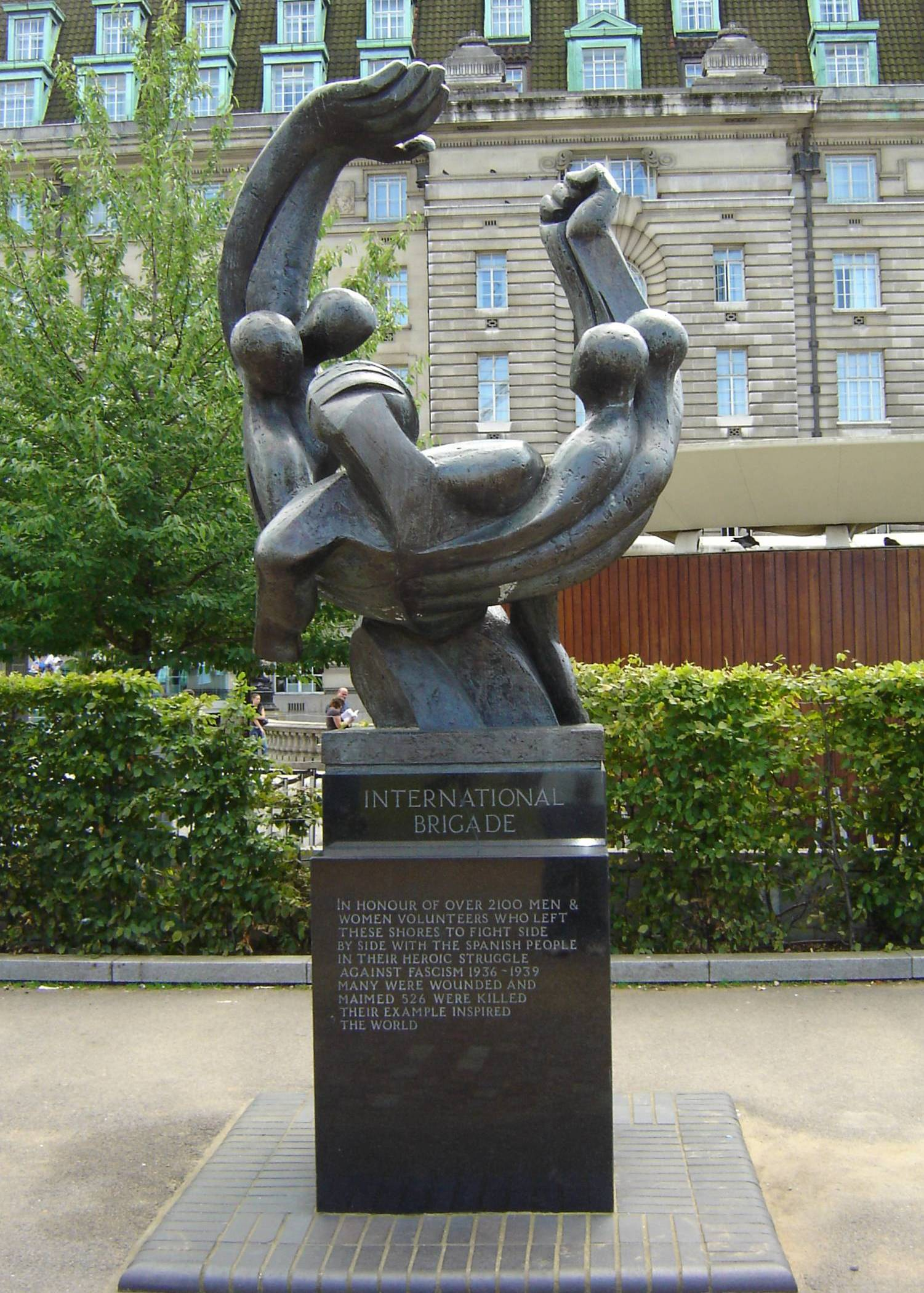
Monumento memorial delle brigate internazionali

- Hans Beimler, commissario politico del battaglione Thälmann[26]
- Valentín González, El Campesino[27]
- Waclaw Komar, ufficiale del battaglione Dambrowski
- Manfred Stern, comandante col nome di generale Kléber, comunista e russo di religione ebraica, morì in un gulag di Stalin
- Oliver Law, sindacalista, leader di un movimento di emancipazione dei neri, subì numerosi arresti per la propria attività negli Stati Uniti. Caposquadra della compagnia mitraglieri nella battaglia di Jarama, per il suo comportamento valoroso ed efficiente divenne nell'aprile 1937 comandante del battaglione Lincoln ed in seguito del Washington, primo uomo di colore nella storia militare Stati Uniti a comandare formazioni a grande partecipazione di bianchi. Cadde in combattimento guidando i suoi nella battaglia di Brunete tentando la conquista di Mosquito Crest. Fra i miliziani antifascisti americani di colore occorre menzionare il caso particolare dell'infermiera Salaria Kee, soprannominata da Langston Hughes[28], addetto alla propaganda a favore dei repubblicani, "slender chocolate colored girl". Salaria Kee era stata infermiera dell'Harlem Hospital, in patria aveva partecipato alle manifestazioni contro la Guerra di Etiopia e la Croce Rossa aveva rifiutato la sua collaborazione perché di colore nell'intervento di appoggio agli alluvionati dell'Ohio.
- Enrique Líster, ex cavapietre, comandante del Quinto Regimiento dell'Esercito repubblicano spagnolo, fra i migliori del fronte antifascista.
- André Marty (6 novembre 1886 Perpignano- 23 novembre 1956 Tolosa), dirigente del PCF fino al 1952, deputato dal 1924 al 1955 (in forma non continuativa), segretario dell'Internazionale Comunista dal 1935 al 1943.
- Juan Modesto, colonnello del Quinto Regimiento dell'Esercito repubblicano spagnolo.
- Aldo Morandi, capo di stato maggiore de La Marseillaise, nome vero: Riccardo Formica.
- Nino Nannetti, tenente colonnello dell'esercito spagnolo, morto il 21 luglio 1937 all'ospedale di Santander, dopo essere stato gravemente ferito nel corso di un bombardamento aereo.
- George Nathan, capo di stato maggiore della XV brigata e comandante in successione del battaglione marsigliese, del battaglione Lincoln, del battaglione Washington e del battaglione inglese; ferito a morte il 16 luglio 1937 nel corso della battaglia di Brunete.
- Francesco Fausto Nitti, comandante di un reggimento della 153ª Brigata Mista dell'Esercito repubblicano spagnolo.
- Randolfo Pacciardi, comandante del battaglione Garibaldi, poi trasformato in Brigata Garibaldi (dall'aprile 1937).
- Guido Picelli, comandante del 9º battaglione delle brigate internazionali (fino al 13 dicembre 1936), successivamente vice comandante del battaglione Garibaldi poi trasformato in Brigata Garibaldi (dall'aprile 1937).
- Ettore Quaglierini, nome di battaglia Pablo Bono, comandante di battaglione del Quinto Regimiento dell'Esercito repubblicano spagnolo.
- Karol Walter, comandante XIV brigata internazionale La Marseillaise.
- Vittorio Vidali, il Comandante Carlos Contreras, fondatore del Quinto Regimiento dell'Esercito repubblicano spagnolo.
- Máté Zalka, comandante la XII brigata internazionale; nome di battaglia: Lukacs.

## Composizione politica

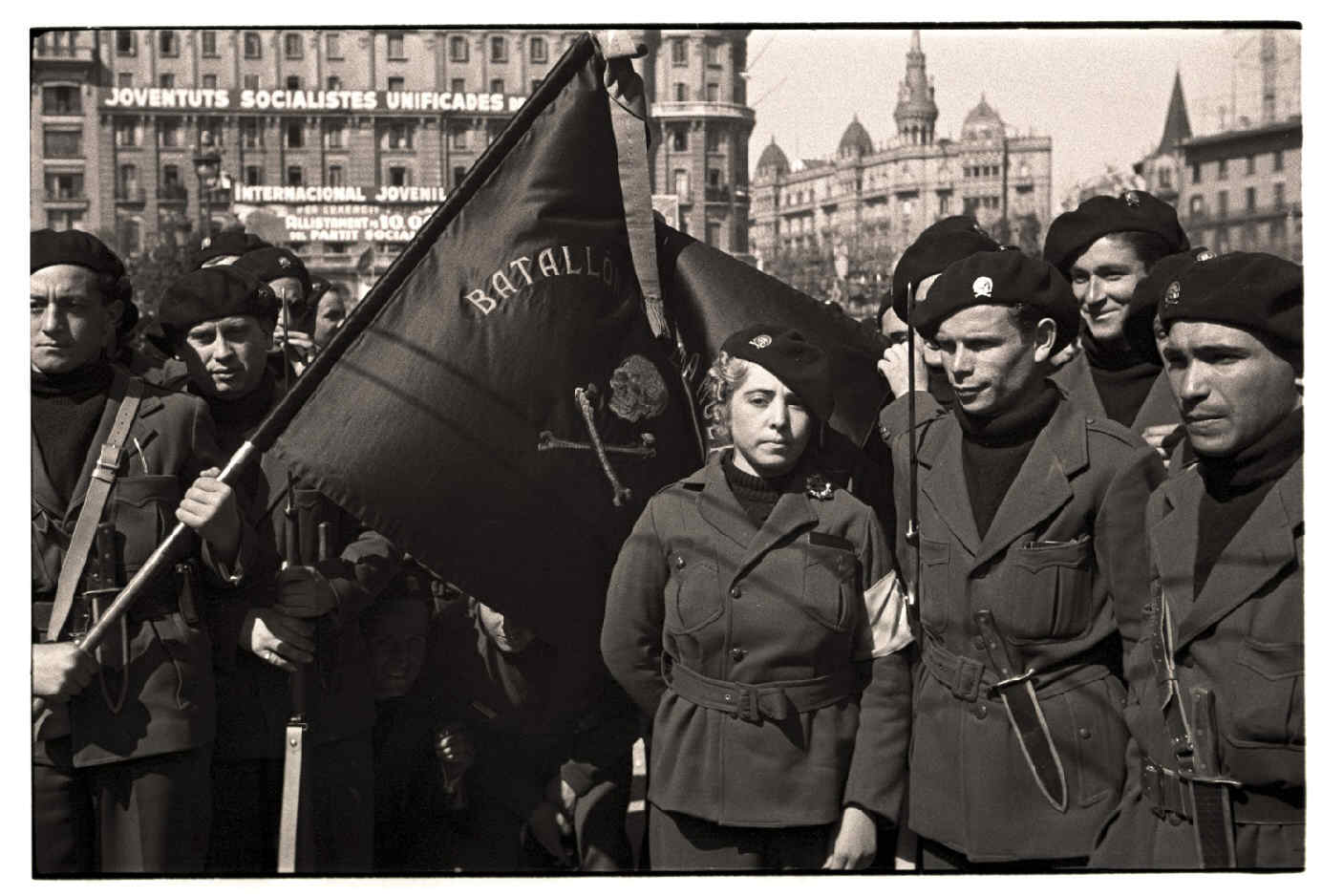
Centuria Errico Malatesta, composta da anarchici italiani. Uniforme verde, maglione nero a collo alto, bandiera nera con teschio e tibie incrociate e pugnale alla cintura, come gli Arditi nella prima guerra mondiale e gli Arditi del popolo

La composizione politica del totale dei miliziani antifascisti, che agirono sia nelle brigate internazionali sia aggregati ad altre formazioni, risulta pari a circa 35.000 unità, di cui quasi il 60% 'genericamente' autodefinitisi comunisti.
Lo storico Pietro Ramella ha analizzato, tempo addietro, l'appartenenza politica degli allora stimati circa 4000 italiani secondo i dati dall'Associazione Italiana Combattenti Volontari Antifascisti di Spagna, ottenendo i seguenti dati (i dati sono in costante aggiornamento grazie alle costanti ricerche di storici come il friulano M.Puppini):
- Anarchici: 328 (9,7%)
- Comunisti: 1301 (38,3%)
- Giustizia e Libertà: 39 (1,2%)
- Repubblicani: 56 (1,6%)
- Socialisti: 224 (6,6%)
- Appartenenza sconosciuta: 1449 (42,6%)

Assumendo quindi che l'adesione ideologica dei volontari di cui non si conosce l'appartenenza segua la distribuzione già evidenziata per gli altri si ottengono le seguenti percentuali:
- Anarchici: 16,9%
- Comunisti: 66,8%
- Giustizia e Libertà: 2,0%
- Repubblicani: 2,8%
- Socialisti: 11,5%

Da notare, comunque, che la superiorità organizzativa dei comunisti e delle altre fazioni politiche, che si traduceva pure in una più regolare registrazione del nome del combattente e della sua milizia politica, può portare a sottostimare le presenze anarchiche, sicuramente più rappresentate all'interno della componente di appartenenza sconosciuta. È comunque indiscutibile che i comunisti furono la formazione largamente maggioritaria. Rimangono invece dei dubbi circa le loro divisioni interne ovvero sulla distinzione fra i filo-sovietici e coloro che si opponevano alla linea di Mosca, ma anche in questo caso si può affermare che i primi furono nettamente maggioritari.

## Battaglie fondamentali

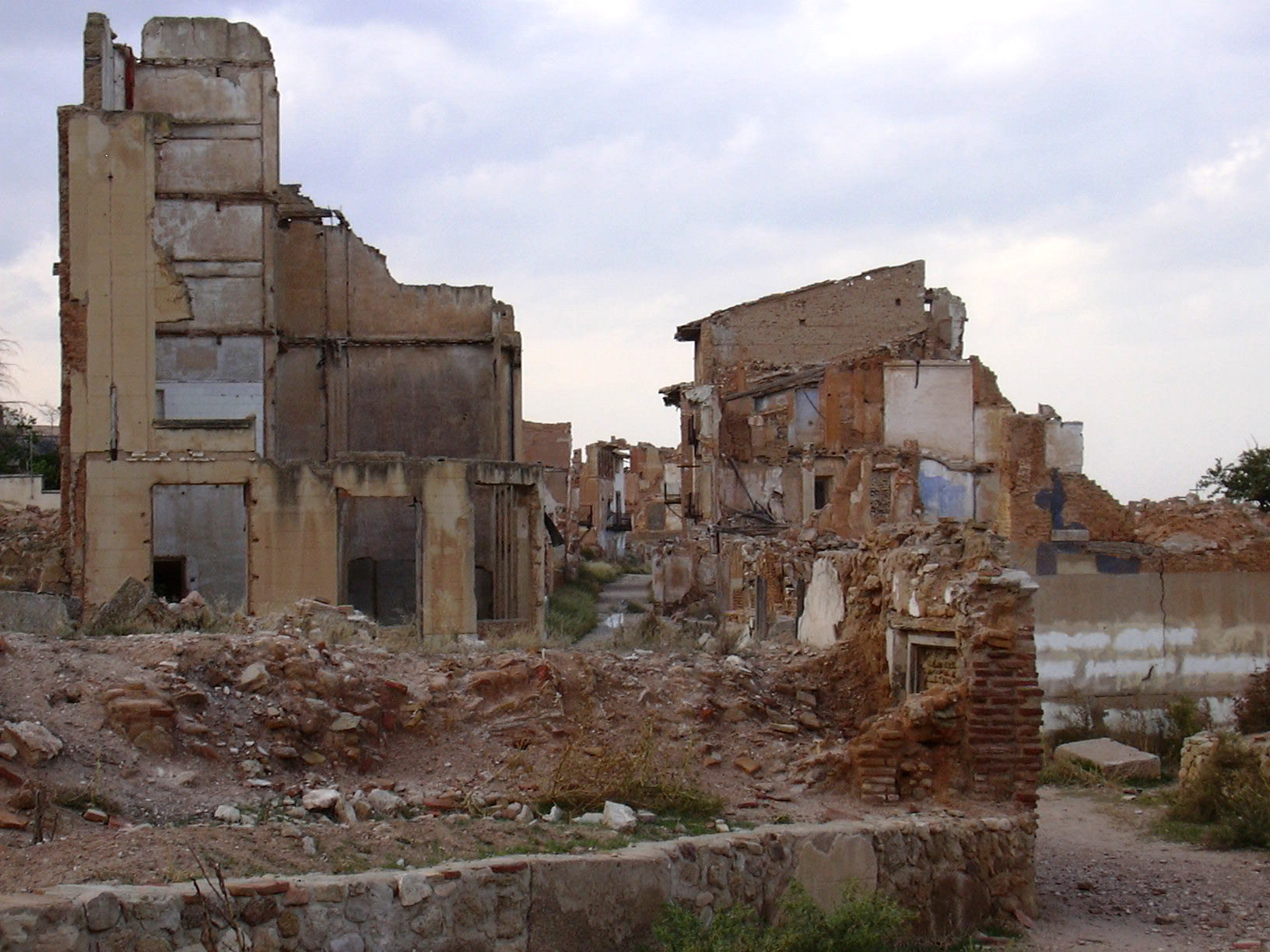
Ruderi a Belchite

- Battaglia di Madrid - XI e XII Brigata (novembre 1936)
- Battaglia del Jarama - XI, XII, XIV e XV Brigata (febbraio 1937)
- Battaglia di Guadalajara - XI e XII Brigata (marzo 1937)
- Huesca XII brigata (giugno 1937)
- Brunete XI, XII, XIII e XV brigata (luglio 1937)
- Belchite XI e XV brigata (settembre 1937)
- Teruel XI e XV brigata (gennaio 1938)
- Caspe tutte le 5 brigate (marzo 1938)
- Aragona XI, XII e XV brigata (aprile-luglio 1938)
- Ebro tutte le 5 brigate (luglio-ottobre 1938)

Dopo l'ultima grande offensiva fallita dell'Ebro, iniziava la Retirada e "si chiudeva l'epopea di quelli che erano stati l'esempio eroico della solidarietà e dell'universalità della democrazia".
La frase appena citata, anche se ha una gran valenza emotiva può indurre in un certo equivoco. Molti volontari delle brigate internazionali, infatti, non combattevano per la restaurazione della democrazia borghese, ma per una società più egualitaria che andasse oltre quella rappresentata dalla democrazia borghese, società ipotizzabile in tutte le varie sfumature che vanno dal liberal socialismo di Carlo Rosselli, al comunismo di Vittorio Vidali ed Andrés Nin (contrastanti fra loro ma ispirati agli ideali marxisti), al comunismo anarchico di Camillo Berneri.
È poi da sfatare la "leggenda nera" che vorrebbe le brigate internazionali utilizzate nella repressione anti dissidenza del maggio 1937 a Barcellona: le forze impiegate dal governo contro la CNT-FAI e il POUM furono fondamentalmente le Guardias de Asalto (controllate dal PCE) e reparti regolari repubblicani.
Più di una volta le brigate internazionali o loro comandanti rifiutarono compiti di polizia o di repressione del dissenso: obbiettivo loro era di combattere il nemico comune fascista.

## Inni e canti
Le brigate internazionali avevano ognuna loro canti e veri e propri inni: fra i più noti Die Thaelmann Kolonne, Jarama Valley, Viva la Quince Brigada!, Die Moorsoldaten, The Red Flag (in inglese, da non confondersi con l'italiana Bandiera Rossa), La guardia rossa, all'epoca inno del Partito Comunista d'talia. L'inno della "Garibaldi" era Doce Brigada, Bandera de Gloria, tuttora inedito ma reperibile in incisione "artigianale" su noti canali video web, il cui ritornello recita: «Somos Hermanos de España e Italia, todos luchamos con igual valor...».
L'inno generale di tutte le brigate era in tedesco (allora la lingua più internazionale, insieme al francese): Lied der Internationalen Brigaden, su melodia del canto dei sindacati brasiliani Himno a Carlos Prestes; di tale inno esistono versioni in spagnolo, reperibile anche in altre lingue.

## Brigatisti italiani
- Mario Angeloni, repubblicano, ufficiale della "colonna italiana", caduto nella battaglia del Monte Pelato
- Ilio Barontini, comunista, sostituì brillantemente Pacciardi al comando del battaglione Garibaldi, nella battaglia di Guadalajara
- Camillo Berneri, intellettuale anarchico, ucciso a Barcellona da membri del NKVD il 5 maggio 1937
- Giorgio Braccialarghe, repubblicano, comandante del plotone d'assalto del "Garibaldi"
- Antonio Cieri, anarchico, caduto a Huesca il 7 aprile 1937
- Giuseppe Di Vittorio, nome di battaglia Mario Nicoletti, commissario politico della XI e poi della XII Brigata Internazionale. Ferito a Guadalajara
- Armando Fedeli[31], comunista, futuro Senatore della Repubblica italiana
- Aldo Garosci, del movimento Giustizia e Libertà, ferito a Huesca durante la battaglia del Monte Pelato
- Giandante X, pseudonimo di Dante Pescò, scultore
- Primo Gibelli, caduto nella difesa di Madrid il 10 novembre 1936
- Antoine Gimenez, all'anagrafe Bruno Salvadori
- Aldo Lampredi, comunista, futuro comandante partigiano nella Resistenza italiana
- Camillo Lanzilotta, caduto il 21 luglio 1937 a Huesca
- Francesco Leone, comunista, promotore della centuria Gastone Sozzi
- Luigi Longo, nome di battaglia Gallo, dal 1937 Commissario ispettore generale delle brigate internazionali
- Aristodemo Maniera, comunista, futuro deputato della I legislatura della Repubblica Italiana
- Emilio Lussu, del movimento Giustizia e Libertà, dirigente politico della Colonna Italiana
- Umberto Marzocchi, anarchico
- Tina Modotti, fotografa, attrice e attivista.
- Rita Montagnana, politica comunista.
- Aldo Morandi, all'anagrafe Riccardo Formica, capo di stato maggiore della brigata La Marseillaise
- Alfredo Mordini, comunista, futuro comandante partigiano nella Resistenza italiana
- Nino Nannetti, tenente colonnello dell'esercito spagnolo e comandante di battaglione durante la difesa di Madrid; comandante di divisione a Guadalajara. Morì il 21 luglio 1937 all'ospedale di Santander, dopo essere stato gravemente ferito nel corso di un bombardamento aereo.
- Pietro Nenni, commissario politico di divisione e delegato dell'Internazionale socialista
- Francesco Fausto Nitti, del movimento Giustizia e Libertà, comandante di un reggimento della 153ª Brigata Mista dell'Esercito repubblicano spagnolo
- Teresa Noce, politica comunista.
- Randolfo Pacciardi, repubblicano, comandante del battaglione Garibaldi, poi trasformato in Brigata
- Giuliano Pajetta, comunista, commissario politico della XII, XIII e XV Brigata, combattente su vari fronti con il nome di battaglia Giorgio Camen
- Pietro Pajetta, comunista, caduto della Resistenza italiana
- Giovanni Pesce, comunista, più volte ferito in combattimento
- Guido Picelli, caduto il 5 gennaio 1937 ad Algora, sul fronte di Siguenza
- Ettore Quaglierini, nome di battaglia Pablo Bono, comandante di battaglione del Quinto Regimiento dell'Esercito repubblicano spagnolo
- Carlo Rosselli, già fondatore del movimento Giustizia e Libertà, e combattente al Monte Pelato, ucciso il 9 giugno 1937 a Bagnoles-de-l'Orne da una formazione della destra francese filofascista.
- Agostino Casati, nome di battaglia Rajmont, comunista, partigiano, primo sindaco della liberazione a Rho.
- Sette Agostino, Anarchico - primo caduto italiano della guerra spagnola - Caduto a Sietamo
- Francesco Scotti, commissario politico di divisione dell'Esercito repubblicano spagnolo
- Palmiro Togliatti, supervisore politico per incarico affidatogli dal Comintern
- Umberto Tommasini, anarchico italiano.
- Vittorio Vidali, il Comandante Carlos Contreras, fondatore del Quinto Regimiento dell'Esercito repubblicano spagnolo
- Anna Marengo, medico, partigiano

### Il gruppo dei grossetani
Un gruppo di antifascisti italiani che per vicissitudini sia nel periodo pre-fascista che durante la presa di potere del fascismo che nel prosieguo durante la vicenda della Guerra di Spagna mantennero una certa coesione ed una rigida finalità di intenti, fu il gruppo dei grossetani; per cui, nonostante i tempi difficili e le singole ideologie, magari diverse, è stato abbastanza agevole ricostruirne le vicissitudini che risultano un interessante spaccato della vicenda di Spagna. Nel gruppo, in realtà, vi erano anche livornesi e fiorentini di nascita, ma al momento risiedenti nel grossetano.. Un lavoro così esauriente su un gruppo ridotto, può esser di grande interesse storico generale anche per gli addentellati, come ad esempio il problema degli espatri in Corsica e della Legione Straniera.
I brigatisti più noti del gruppo toscano:
- Vittorio Alunno
- Luigi Amadei
- Pietro Aureli
- Raffaello Bellucci
- Etrusco Benci
- Alfredo Boschi
- Antonio Calamassi

- Luigia Civinini, moglie di Pacciardi (unica donna del "battaglione Garibaldi")
- Socrate Franchi
- Giovan Battista Frati
- Lelio Iacomelli
- Ernesto Moscatelli
- Ermanno Neri
- Quisnello Nozzoli

- Randolfo Pacciardi
- Francesco Pellegrini
- Italo Ragni
- Siro Rosi
- Angelo Rossi
- Egisto Serni
- Muzio Tosi

### In lingua straniera
- C. G. Bowers, Missione in Spagna, Milano, Feltrinelli, 1957
- H. Browne, La guerra civile spagnola, Bologna, Il Mulino, 2000
- Friends of Spain, The Spanish War: Foreign Wings Over the Basque Country, The Friends of Spain, 1937
- Angela Jackson, British Women and the Spanish Civil War, Routledge
- Hugh Thomas, The Spanish Civil War (1961); 2ª edizione (1977); 4ª edizione (2003), editore Modern Library
- José Manuel Martínez Bande, Communist Intervention in the Spanish War, 1936-1939, Spanish Information Service, 1966
- Manuel Vázquez Montalbán, Pasionaria e i sette nani, Frassinelli, 1997
- George Orwell, Omaggio alla Catalogna, Milano, Il Saggiatore, 1964
- Max Aub, Barcellona brucia. Un affresco della guerra civile spagnola in un grande romanzo del Novecento, Roma, Editori Riuniti, 1996
- Allen Jim, Ken Loach, Terra e libertà. Un giovane disoccupato inglese nella guerra di Spagna tra l'impegno antifascista e le divisioni della Sinistra, Gamberetti
- Arno Lustiger[7]Shalom Libertad!, Editions du Cerf, 1991
- Ken Bradley The International Brigades in Spain, 1936-39, Hoeply